# Донецький науковий центр НАН України та МОН України
Донецький науковий центр НАН України — наукова установа у м. Донецьку

## Історія
Донецький науковий центр НАН України засновано у 1965—1971 рр.
Мета заснування Донецького наукового центру НАН України — координація діяльності наукових установ Академії наук України, вищих навчальних закладів, науково-дослідних організацій при розробці наукових проблем, які мають важливе значення для соціально-економічного і культурного розвитку Донецького регіону (Донецька і Луганська області).
У грудні 1990 року Донецькому науковому центру було надано статус юридичної особи, наукової організації АН України.
Після російської збройної агресії на сході України установа була переміщена до міста Покровська Донецької області.
Пріоритетні напрями діяльності:
- структурна перебудова паливно-енергетичного, металургійного, хімічного і машинобудівного комплексів Донецького регіону;
- екологічна і технологічна безпека вуглевидобутку;
- захист і реабілітація імунної системи населення Донбасу;
- охорона навколишнього середовища й ефективне використання вторинних ресурсів;
- кадрове і методологічне забезпечення розвитку інноваційної діяльності.

## Перелік установ НАН України у Донецькій області[2]
- Інститут прикладної математики і механіки НАН України
- Інститут фізико-органічної хімії та вуглехімії імені Л. М. Литвиненка НАН України
- Інститут економіки промисловості НАН України
- Донецький фізико-технічний інститут імені О. О. Галкіна
- Інститут економіко-правових досліджень
- Інститут проблем штучного інтелекту НАН України
- Інститут фізики гірничих процесів
- Український державний науково-дослідний та проектно-конструкторський інститут гірничої геології, геомеханіки та маркшейдерської справи
- Донецьке відділення Центру гуманітарної освіти НАН України
- Донецький ботанічний сад НАН України